# Nardi FN.305
Nardi FN.305 byl italský jednomotorový dvoumístný cvičný dolnoplošník smíšené konstrukce se zatahovacím podvozkem.

## Vývoj

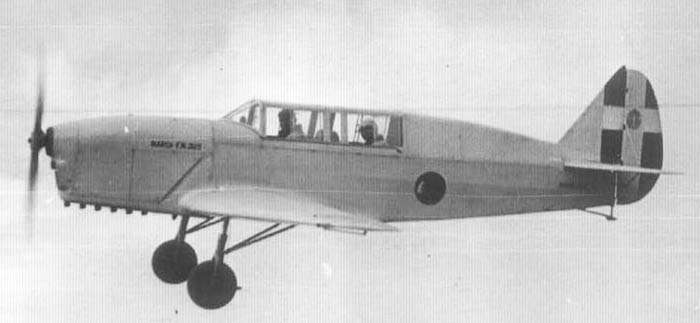
Nardi FN.305A

19. února 1935 zalétala společnost Fratelli Nardi sportovní letadlo FN.305, poháněné hvězdicovým motorem Fiat A-70S o výkonu 147 kW opatřeným širokým prstencem typu NACA. 17. července 1937 získal mezinárodní rychlostní rekord své třídy na trati dlouhé 1000 km rychlostí 310,99 km/h a v březnu 1938 dosáhl nejvyšší rychlosti v závodě nad egyptskými oázami rychlostí 332 km/h. Do té doby stroj prodělal řadu úprav, včetně instalace krytu na obě pilotní sedadla umístěná za sebou.
Italské vojenské letectvo objednalo sérii 50 kusů pro pokračovací výcvik a kondiční létání stíhacích pilotů. Část z nich tvořily jednomístné letouny s nekrytým kokpitem, většina však byla dvoumístná. Z kapacitních důvodů malé továrny, která nestačila na tak velkou produkci, stavěla stroje v licenci firma Piaggio. Pro sériové letouny byla vybrána řadová invertní šestiválcová pohonná jednotka Alfa Romeo 115 o výkonu 136 kW. Pro nácvik střelby se podle potřeby montovaly jeden či dva kulomety ráže 7,7 mm nad motor. Piaggio dodával FN.305 od srpna 1937 do dubna 1938. Od června 1940 pak následovaly další série o 150 a 50 kusech pro výcvikové jednotky italského letectva. Výroba první série byla dosti nekvalitní, docházelo k haváriím, letouny byly podrobeny vyšetřovacím zkouškám a procházely rekonstrukcí. K haváriím došlo také u strojů, které se účastnily 2. ročníku závodu sportovních letadel Raduno del Littorio.

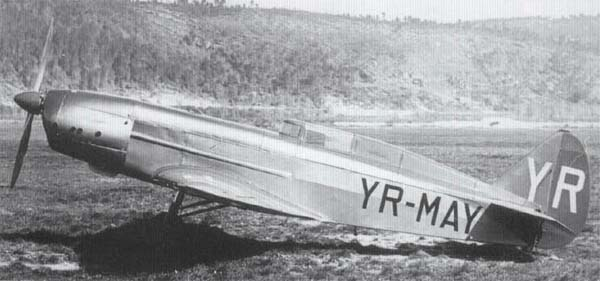
Nardi FN.305 s motorem Argus As.10E (YR-MAY)

Bratři Nardiové postavili v roce 1938 na milánském letišti Linate vlastní velký závod, kde experimentovali s novými variantami FN.305 a od roku 1941 své stroje vyráběli sériově. Vznikl zde také dálkový prototyp FN.305D, s prodlouženou přídí trupu a pilotními kabinami posunutými vzad, poháněný československou pohonnou jednotkou Walter Bora o 147 kW. Stroj imatrikulovaný I-UEBI uskutečnil ve dnech 5. a 6. března 1939 let bez mezipřistání z Gudonie do Addis Abeby v Etiopii. Piloti kpt. Leonardo Bonzi a mjr. Giovanni Zappetta překonali trasu dlouhou 4500 km průměrnou rychlostí 240 km/h. Jednomístný letoun vyrobený u Piaggia s imatrikulací YR-POP, rovněž s motorem Bora, se kterým chtěl pilot Popisteano přelétnout Atlantský oceán, zakoupilo Rumunsko. Z pokusu sešlo z důvodu vypuknutí druhé světové války.

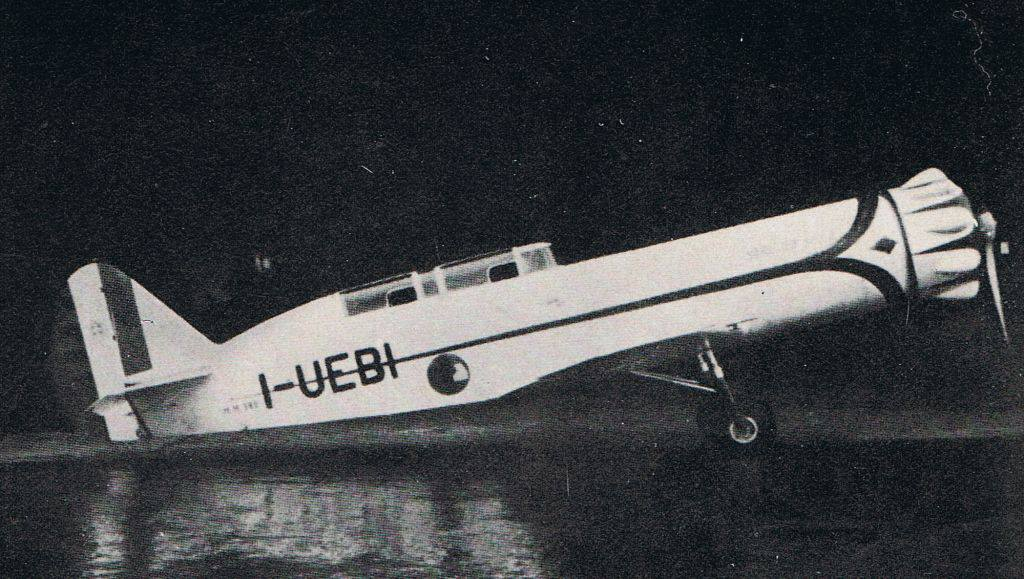
Nardi FN.305D

10. července 1938 byl zalétán prototyp Nardi FN.315, což byla zdokonalená verze poháněná německým invertním osmiválcem do V Hirth HM 508D o výkonu 206 kW. Dal základ sérii 31 kusů, kterou již stavěl Nardi. Některé FN.315 poháněly hvězdicové Fiaty A-70S, jiné Argus As 10E či Hirth HM 508C (všechny o výkonu 148 kW). Část produkce byla pokusně vybavena také italskými motory Isotta Fraschini Beta o 198 kW, později rovněž také původními Alfa Romeo 115.
FN.305 a FN.315 zakoupili i někteří soukromníci a menší počet byl exportován. Francie objednala 300 kusů a do května 1940 odebrala 43 z 81 postavených.

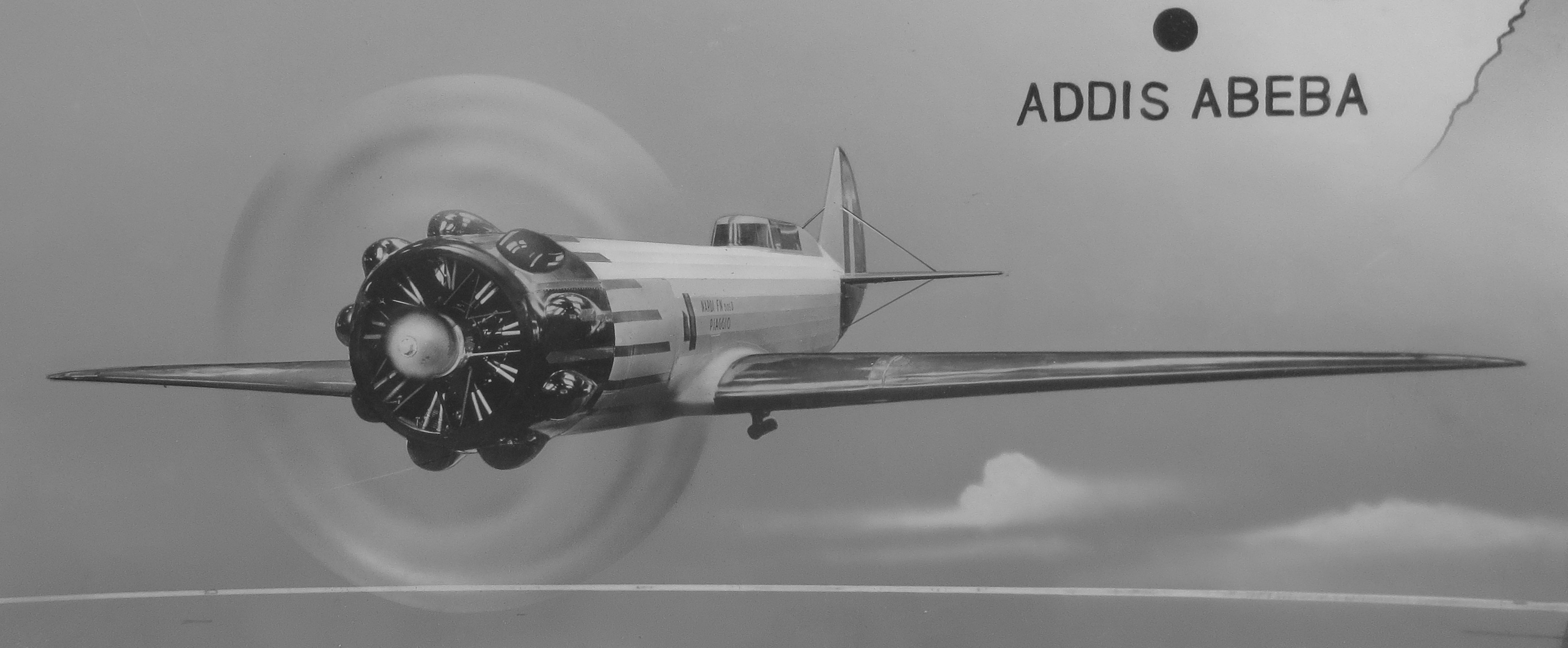
Walter Bora a Nardi FN.305D (1938)

Do konce války ještě firma Nardi vyrobila 49 kusů FN.316 s italskými motory Isotta Fraschini Beta RC-10 o 206 kW. Dodávány byly v jednomístném i dvoumístném provedení především pro výcvik stíhacích pilotů. Kryty kabin se u jednotlivých sérií odlišovaly.
Další vývoz směřoval do Švýcarska, které zakoupilo dva letouny FN.315, Maďarska (50 kusů FN.305 s motory Alfa Romeo 115) a Rumunsko (21 strojů stejného typu).
V roce 1948 společnost Piaggio obnovila stavbu verze FN.305 a postavila ještě osm kusů s pohonnými jednotkami Alfa Romeo 115.

## Specifikace (FN.305 s motorem Alfa Romeo 115)
Údaje podle

### Technické údaje
- Osádka: 2 (instruktor a žák)
- Rozpětí: 8,47 m
- Délka: 6,98 m
- Výška: 2,10 m
- Nosná plocha: 12,00 m²
- Hmotnost prázdného letounu: 704 kg
- Vzletová hmotnost: 984 kg
- Pohonná jednotka: 1 × vzduchem chlazený invertní šestiválcový řadový motor Alfa Romeo 115
- Výkon pohonné jednotky: 138 kW

### Výkony
- Maximální rychlost: 301 km/h
- Cestovní rychlost: 286 km/h
- Výstup na 3000 m: 10,9 min
- Dostup: 6 000 m
- Dolet: 620 km